# Сюрзинское (сельское поселение)
Сюрзинское — упразднённое муниципальное образование со статусом сельского поселения в Кезском районе Удмуртии Российской Федерации.
Административный центр — село Удмурт-Зязьгор.
Законом Удмуртской Республики от 26 апреля 2021 года № 29-РЗ к 9 мая 2021 года упразднено в связи с преобразованием муниципального района в муниципальный округ.

## История
Статус и границы сельского поселения установлены Законом Удмуртской Республики от 19 ноября 2004 года № 66-РЗ «Об установлении границ муниципальных образований и наделении соответствующим статусом муниципальных образований на территории Кезского района Удмуртской Республики».

## Население
| 2010 | 2012 | 2013 | 2014 | 2015 | 2016 | 2017 |
| ---- | ---- | ---- | ---- | ---- | ---- | ---- |
| 392  | ↘365 | ↘343 | ↘325 | ↘312 | ↘294 | ↘270 |
| 2018 | 2019 | 2020 |      |      |      |      |
| ↘252 | ↘237 | ↘219 |      |      |      |      |

## Состав сельского поселения
| № | Населённый пункт | Тип населённого пункта       | Население |
| - | ---------------- | ---------------------------- | --------- |
| 1 | Верхний Тортым   | деревня                      | ↗9        |
| 2 | Изошур           | деревня                      | →0        |
| 3 | Каракулино       | деревня                      | →0        |
| 4 | Русский Зязьгор  | деревня                      | ↘21       |
| 5 | Спиреныши        | деревня                      | ↘12       |
| 6 | Сюрзи            | деревня                      | ↘31       |
| 7 | Тольен           | деревня                      | ↘20       |
| 8 | Тортым           | деревня                      | →86       |
| 9 | Удмурт-Зязьгор   | село, административный центр | ↘186      |